# Sònia Estradé Albiol
Sònia Estradé Albiol (13 de febrero de 1982) es una científica española especializada en espectroscopia de pérdida de energía de los electrones (EELS) y en microscopia electrónica de transmisión (TEM). Licenciada en física (2005) y doctora en nano-ciencias (2009) por la Universidad de Barcelona .
Es investigadora en el grupo LENS-MIND del Departamento de Electrónica de la Facultad de Física de la Universidad de Barcelona y profesora en ese mismo departamento. Actualmente su investigación se centra en desarrollar herramientas cuantitativas de caracterización en la nanoescala. También es divulgadora científica y activa en el fomento de las disciplinas STEM entre las chicas para romper estereotipos de género. Dentro de esta labor es presidenta de la Comisión de Igualdad de la Facultad de Física de la UB y presidenta de la Asociación de Mujeres Investigadoras y Tecnólogas en Cataluña (AMIT-Cat). El gobierno de la Generalidad le otorga en 2020 la mención M. Encarna Sanahuja Yll a la excelencia en la inclusión de la perspectiva de género en la práctica docente universitaria.